# صفيف تسجيل دعامات القطب
صفيف تسجيل دعامات القطب هي عبارة عن مصفوفة صغيرة من الأقطاب الكهربائية تُركب على دعامة يتم زرعها بشكل دائم في أحد الأوعية الدموية في الدماغ دون الحاجة إلى جراحة الدماغ المفتوحة. يتم تطويره ليعمل كواجهة بين الدماغ والحاسوب للأشخاص الذين يعانون من شلل أو فقدان أطرافهم، والذين سيستخدمون إشاراتهم العصبية أو أفكارهم العصبية للتحكم في الهياكل الخارجية التي تعمل بالطاقة والجراحة الترقيعية.
ابتكر الجهاز طبيب الأعصاب الأسترالي توماس أوكسلي، الذي طور الزرع الطبي منذ عام 2010، باستخدام الأغنام للاختبار. تقوم إدارة الغذاء والدواء الولايات المتحدة بمراجعة خطط بدء التجارب البشرية في الولايات المتحدة بدءًا من عام 2019.

## نظرة عامة
طور طبيب الأعصاب توماس أوكسلي الغرسة منذ عام 2010 من خلال شركة أسسها تدعى تزامن. االغرسة الصغيرة عبارة عن مجموعة إلكترود مصنوعة من البلاتين يتم تثبيتها على دعامة داخل الأوعية الدموية من النيتينول. يبلغ طول الجهاز حوالي 5 سم وقطره 4 ملم كحد أقصى. الغرسة قادرة على الاتصال ثنائي الاتجاه، مما يعني أنها يمكن أن تستشعر الأفكار وتحفز الحركة، وتعمل بشكل أساسي كحلقة تغذية مرتدة داخل الدماغ، والتي تقدم تطبيقات محتملة لمساعدة الأشخاص الذين يعانون من إصابات الحبل الشوكي والتحكم في الأطراف الاصطناعية الروبوتية بأفكارهم.
يتم زرع جهاز الصفيف لتسجيل دعامات القطب عبر الوريد الوداجي في الأوعية الدموية بالقرب من الأنسجة القشرية بالقرب من القشرة الحركية والقشرة الحسية، لذلك يتم تجنب جراحة الدماغ المفتوحة. يتجنب الإدخال عبر الأوعية الدموية الاختراق المباشر وتلف أنسجة المخ. فيما يتعلق بمخاوف تخثر الدم، يقول أوكسلي إن أطباء الأعصاب يستخدمون بشكل روتيني الدعامات الدائمة في أدمغة المرضى لإبقاء الأوعية الدموية مفتوحة. بمجرد وضعها، يتم توسيعها للضغط على الأقطاب الكهربائية على جدار الوعاء بالقرب من الدماغ حيث يمكنها تسجيل المعلومات العصبية وتوصيل التيارات مباشرة إلى المناطق المستهدفة. يتم التقاط الإشارات وإرسالها إلى وحدة هوائي لاسلكي مزروعة في الصدر، والتي ترسلها إلى جهاز استقبال خارجي. سيحتاج المريض إلى معرفة كيفية التحكم في نظام تشغيل الكمبيوتر الذي يتفاعل مع التقنيات المساعدة.
تم اختبار تقنية جهاز الصفيف لتسجيل دعامات القطب على الأغنام فقط، ويخضع الجهاز والإجراء حاليًا لمراجعة إدارة الأغذية والعقاقير. تتوقع أوكسلي أن تبدأ التجارب السريرية على البشر في وقت ما في عام 2019 لمساعدة الأشخاص المصابين بالشلل على استعادة الحركة من خلال تمكينهم من تشغيل كرسي متحرك بمحرك أو حتى هيكل خارجي يعمل بالطاقة. المرضى الذين تم اختيارهم هم الأشخاص المصابون بالشلل أو الأطراف المفقودة، بما في ذلك الأشخاص الذين عانوا من السكتات الدماغية وإصابات الحبل الشوكي والتصلب الجانبي الضموري والضمور العضلي وبتر الأطراف.